# Condado de Hyde (Carolina do Norte)
O Condado de Hyde é um dos 100 condados do estado americano da Carolina do Norte. A sede do condado é Swan Quarter. O Condado de Hyde não possui nenhuma cidade. Ocracoke é a maior Região censo-designada do condado. O condado possui uma área de 3 688 km² (dos quais 2 101 km² estão cobertos por água), uma população de 5 826 habitantes, e uma densidade populacional de 4 hab/km² (segundo o censo nacional de 2000). O condado foi fundado em 1705.